# Ligne d'effet de feux en France
 (mai 2025).
Si vous disposez d'ouvrages ou d'articles de référence ou si vous connaissez des sites web de qualité traitant du thème abordé ici, merci de compléter l'article en donnant les références utiles à sa vérifiabilité et en les liant à la section « Notes et références ».

Ligne d’effet de feux marquée au sol

Dans le domaine de la signalisation horizontale routière, une ligne d’effet de feux, ou ligne d'effet des signaux, est une ligne transversale fictive ou matérialisée au sol par un marquage qui indique l'emplacement où les véhicules doivent s’arrêter en amont des feux tricolores. 
Elle est en particulier matérialisée dans les carrefours qui présentent un faible rayon de giration pour les poids lourds ou tout au moins lorsque la giration d’un poids lourd aboutirait à un contact avec un véhicule arrêté aux feux.

## Description en absence de marquage
Lorsqu’elle n’est pas matérialisée sur la chaussée, la ligne d’effet des signaux destinés aux véhicules se situe avant le passage pour piétons s’il précède les feux et, dans les autres cas, dans un plan perpendiculaire à l’axe de la voie et passant par les feux.
La ligne d’effet des signaux destinés aux piétons se situe à la limite de la chaussée à traverser et du trottoir sur lequel ils attendent.

## Description du marquage
La ligne d’effet de feux est de type T’2, à savoir des bandes de peinture de 50 cm de longueur espacées de vides de 50 cm, et de largeur égale à 15 cm. Elle ne s'étend que sur les voies affectées à la circulation des véhicules auxquels s'adressent les signaux lumineux tricolores, les commandements des agents de la circulation ou les signaux lumineux des passages à niveau non munis de barrières ou de demi-barrières.
Au carrefour, cette ligne est tracée lorsque les véhicules doivent s’arrêter en amont des feux ou en amont d’un passage pour piétons s’il existe.

## Sas pour les cyclistes

Ligne d’effet de feux avec sas cycliste.

Un sas accessible aux cycles peut faciliter le positionnement et les manœuvres des cyclistes aux carrefours à feux. La création d’un tel sas pour les cyclistes nécessite le marquage d’une seconde ligne d’effet des feux ou la présence d'un passage pour piétons.
Le sas est ainsi délimité :
- à l'avant, par une ligne d'effet des feux (T'2, 15 cm) tracée à l'aplomb ou en retrait du feu tricolore ou par un passage pour piétons ;
- à l'arrière, par une seconde ligne d'effet des feux (T'2, 15 cm) tracée de 3 à 5 mètres en amont de la première.

À l’intérieur du sas, le marquage d’une figurine représentant un cycliste est mis en place dans l’axe de chaque voie de circulation.
Dans un premier temps concernés par le dispositif, les cyclomoteurs en sont exclus par défaut par l'article 8 du décret n° 2015-808 du 2 juillet 2015 relatif au plan d'actions pour les mobilités actives et au stationnement. Cet article introduit cependant une possibilité pour l'autorité investie du pouvoir de police de la circulation d'autoriser les conducteurs de cyclomoteurs dans l'espace compris entre les deux lignes d'arrêt.

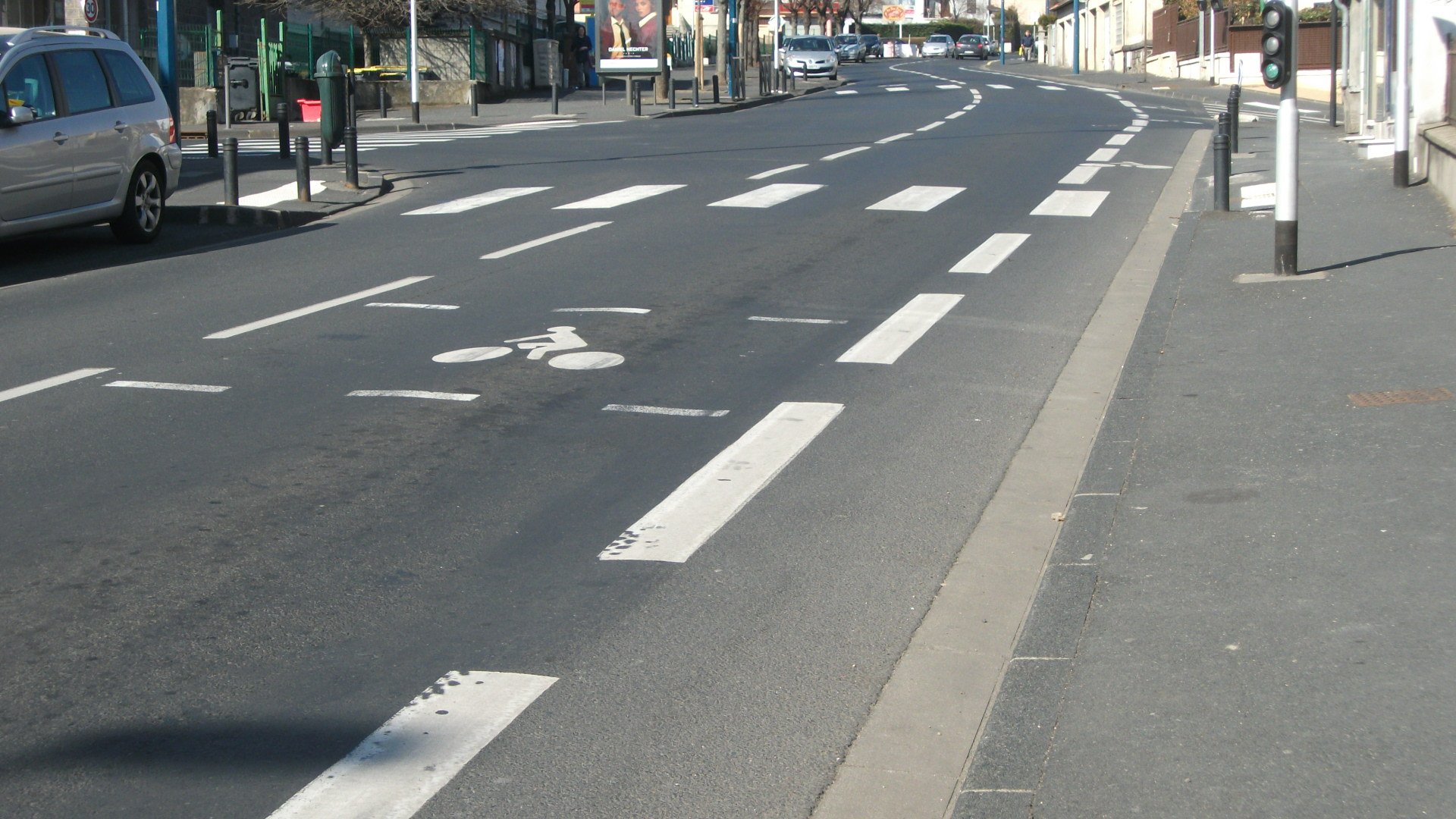
La bande cyclable à droite et le sas cycliste sont matérialisés alors que la bande cyclable continue. Le cycliste a le choix de s’insérer dans le sas ou de rester sur la bande.
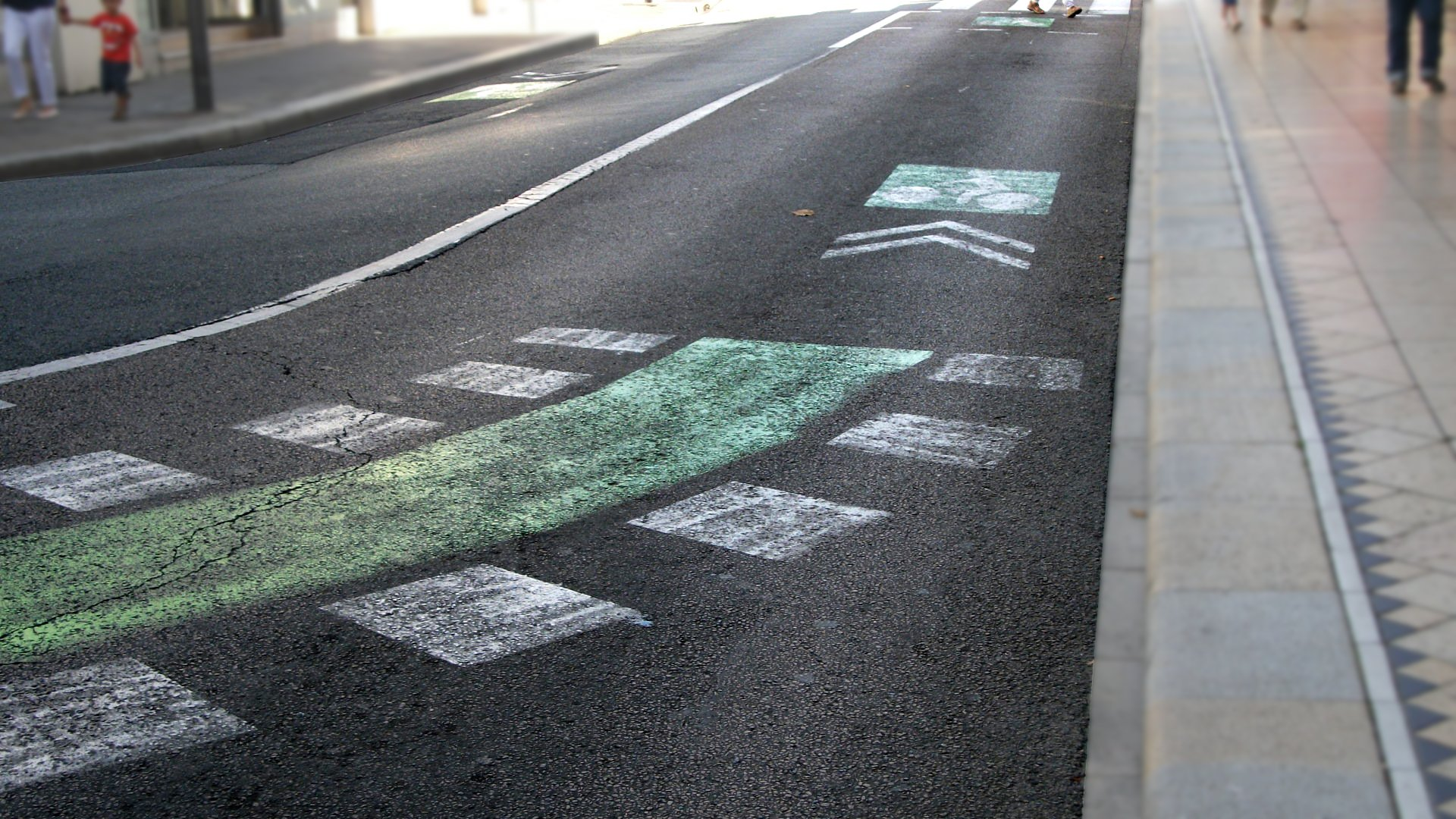
Après le raccordement cyclable (en vert), une bande cyclable ne pouvait pas être réalisée.